# Sadie Plant
Sadie Plant (Birmingham, 1 januari 1964) is een Brits schrijver en filosofe. 

## Biografie
In 1989 behaalde ze haar PhD aan de Universiteit van Manchester en doceerde vervolgens aan de afdeling Cultuurstudies van de Universiteit van Birmingham. Later stichtte ze de Cybernetic Culture Research Unit op de Universiteit van Warwick, waar ze ook les gaf en onderzoek deed. Haar vroege onderzoek ging over situationisten en ze droeg bij aan het tijdschrift Here and Now (gepubliceerd tussen 1985 en 1994), voordat ze bevrijdende potentie van cybertechnologie ging bestuderen.
In 1997 besloot Sadie de Universiteit van Warwick te verlaten om zich volledig te kunnen focussen op schrijven. Ze publiceerde een culturele geschiedenis van drugsgebruik en handhaving, een rapport over de sociale effecten van mobiele telefoons en artikelen in de Financial Times, Wired, Blueprint en Dazed & Confused. In de winter van 2000-2001 werd ze geïnterviewd door Time als een van de People to Watch (personen om op te letten).

## Publicaties
- The Most Radical Gesture: The Situationist International in a Postmodern Age (1992, Routledge) ISBN 0-415-06222-5
- Zeroes + Ones : Digital Women and the New Technoculture (1997, Doubleday) ISBN 0-385-48260-4
- Writing on Drugs (1999, Faber and Faber) ISBN 0-571-19616-0

- Bibsys: 90597841
- Biblioteca Nacional de España: XX1378467
- Bibliothèque nationale de France: cb12480132p (data)
- CiNii: DA06485310
- Gemeinsame Normdatei: 122559177
- International Standard Name Identifier: 0000 0000 8179 8413
- Library of Congress Control Number: n91080135
- Nationale Bibliotheek van Tsjechië: jn20010602898
- Nationale Bibliotheek van Israël: 987007434472405171
- Nederlandse Thesaurus van Auteursnamen: 170162303
- Réseau des bibliothèques de Suisse occidentale: 02-A003698894
- Système universitaire de documentation: 058865446
- Virtual International Authority File: 112497221
- WorldCat: E39PBJrgDTfvVb4btwh7PXTbVC